# Bucculatrix statica
Bucculatrix statica är en fjärilsart som beskrevs av Edward Meyrick 1921. Bucculatrix statica ingår i släktet Bucculatrix och familjen kronmalar. Inga underarter finns listade i Catalogue of Life.